# Leucadendron levisanus
Leucadendron levisanus är en tvåhjärtbladig växtart som först beskrevs av Carl von Linné, och fick sitt nu gällande namn av Peter Jonas Bergius. Leucadendron levisanus ingår i släktet Leucadendron och familjen Proteaceae. Inga underarter finns listade i Catalogue of Life.